# Norah Phillips
Norah Mary Phillips, baronne Phillips, (née Lusher ; 12 août 1910 - 14 août 1992) est une femme politique travailliste britannique.

## Biographie
Elle fait ses études au Hampton Training College. Elle entre en politique dans son parti travailliste de Fulham local et en 1930 épouse l'activiste de Fulham, Morgan Phillips, un ancien mineur et plus tard le secrétaire général du parti travailliste de 1944 à 1961. Ils ont un fils et une fille, Gwyneth Dunwoody, qui devient députée travailliste.
Phillips est une magistrate londonienne et cofondatrice de la National Association of Women's Clubs (1935). Elle est faite pair à vie le 21 décembre 1964 en tant que baronne Phillips, de Fulham dans le comté du Grand Londres et est la première femme whip gouvernementale à la Chambre des lords, en tant que Lord-in-waiting de 1965 à 1970.
Elle défend les problèmes des consommateurs et fonde en 1965 le Housewives Trust pour aider les acheteurs à obtenir un meilleur rapport qualité-prix. En 1977, elle devient directrice de l'Association pour la prévention du vol dans les magasins.
Elle sert comme Lord Lieutenant du Grand Londres de 1978 à 1985.